# 托里尔
托里尔，是西班牙埃斯特雷马杜拉卡塞雷斯省的一个市镇。总面积150平方公里，2001年普查人口總數為184人，人口密度為每平方公里1人。